# Муратори, Лудовико Антонио
Лудо́вико Анто́нио Мурато́ри (Ludovico Antonio Muratori; 1672—1750) — священник, куратор библиотеки Эсте в Модене и Амброзианской библиотеки, крупнейший историограф своего времени. Автор многочисленных трудов по церковной истории и первооткрыватель Мураториева канона, он способствовал развитию учения об исторической критике. 
По поводу спора герцога Моденского с папой о праве владения городами Комаккьо и Феррарой Муратори издал ряд учёных исследований, важных для истории светской власти пап. Он вёл обширную переписку, в том числе с несколькими понтификами, которая была опубликована. Выступил в качестве инициатора публикации фундаментального свода хроник, анналов и исторических сочинений «Историописатели Италии» (итал. Rerum Italicarum scriptores), подготовив и отредактировав его 25 томов, выходивших с 1723 по 1751 год в Милане.

## Признание
- Член Лондонского королевского общества (1717)[4].